# 一宮町指定文化財一覧
一宮町指定文化財一覧（いちのみやまちしていぶんかざいいちらん）では、千葉県長生郡一宮町の指定文化財を一覧で示す。

## 一宮町指定文化財一覧
| 種別                   | 文化財名                    | よみがな                                                  | 指定年月日      | 所有者 / 所在地                                     |
| ---------------------- | --------------------------- | --------------------------------------------------------- | --------------- | --------------------------------------------------- |
| 無形民俗文化財         | 上総とんび                  | かずさとんび                                              | 1975年 4月28日  | 嵯峨野家 / 一宮                                     |
| 史 跡                  | 加納久宜公の墓              | かのうひさよしこうのはか                                  | 1975年 4月28日  | 一宮町 / 一宮2943                                   |
| 無形民俗文化財         | 船頭給獅子舞                | せんどうきゅうししまい                                    | 1975年 4月28日  | 船頭給獅子舞保存会 / 船頭給                         |
| 有形文化財（古文書）   | 正木時通の制札              | まさきときみちのせいさつ                                  | 1977年 10月28日 | 観明寺                                              |
| 有形文化財（古文書）   | 里見義頼寄進状              | さとみよしよりきしんじょう                                | 1977年 10月28日 | 玉前神社（※千葉県立中央博物館大多喜城分館へ寄託中） |
| 有形文化財（古文書）   | 豊臣秀吉の禁制              | とよとみひでよしのきんせい                                | 1977年 10月28日 | 観明寺                                              |
| 有形文化財（工芸品）   | 松喰鶴鏡                    | まつくいつるかがみ                                        | 1977年 10月28日 | 玉前神社（※千葉県立中央博物館大多喜城分館へ寄託中） |
| 有形文化財（工芸品）   | 蓬莢鏡                      | ほうらいきょう                                            | 1977年 10月28日 | 玉前神社（※千葉県立中央博物館大多喜城分館へ寄託中） |
| 有形文化財（建造物）   | 観明寺四脚門                | かんみょうじしきゃくもん                                  | 1977年 10月28日 | 観明寺                                              |
| 有形文化財（工芸品）   | 皇女和宮の駕籠              | こうじょかずのみやのかご                                  | 1977年 10月28日 | 東漸寺 / 一宮5146                                   |
| 天然記念物             | 水神社の大公孫樹            | すいじんじゃのおおいちょう                                | 1977年 10月28日 | 水神社 / 船頭給546                                  |
| 史 跡                  | 貝殻塚貝塚                  | かいがらづかかいづか                                      | 1978年 3月21日  | 複数個人 / 一宮字貝殻塚                             |
| 史 跡                  | 高藤山城址と古蹟の碑        | たかとうざんじょうしとこせきのひ                          | 1978年 3月21日  | 複数個人 / 一宮                                     |
| 史 跡                  | 加納藩台場跡                | かのうはんだいばあと                                      | 1978年 3月21日  | 一宮町 / 一宮字東台場                               |
| 有形文化財（工芸品）   | 萌黄縅胴丸                  | もえぎおどしどうまる                                      | 1981年 6月17日  | 玉前神社（※千葉県立中央博物館大多喜城分館へ寄託中） |
| 史 跡                  | 洞庭湖記念碑                | どうていこきねんひ                                        | 1981年 6月17日  | 一宮町 / 一宮字洞庭                                 |
| 史 跡                  | 延宝の津波供養塔            | えんぽのつなみくようとう                                  | 1981年 6月17日  | 新熊区 / 東浪見4739                                 |
| 有形民俗文化財         | 諏訪神社の紙細工            | すわじんじゃのかみざいく                                  | 1981年 6月17日  | 諏訪神社紙細工保存会 / 新地2063                     |
| 有形文化財（古文書）   | 東浪見・中原境界の裁許状    | とらみ・なかはらざかいのさいきょじょう                    | 1983年 1月29日  | 秋場家 / 東浪見                                     |
| 有形文化財（彫刻）     | 銅造阿弥陀如来立像          | どうぞうあみだにょらいりつぞう                            | 1983年 11月30日 | 善光寺 / 宮原760-1                                  |
| 有形文化財（彫刻）     | 銅造地蔵菩薩座像            | どうぞうじぞうぼさつざぞう                                | 1984年 9月21日  | 観明寺                                              |
| 有形文化財（彫刻）     | 地獄極楽欄間                | じごくごくらくらんま                                      | 1984年 9月21日  | 観明寺                                              |
| 有形文化財（彫刻）     | 田中家の仏壇                | たなかけのぶつだん                                        | 1984年 9月21日  | 田中家 / 船頭給                                     |
| 有形文化財（絵画）     | 万国地球輿地図              | ばんこくちきゅうよちず                                    | 1984年 9月21日  | 田中家 / 船頭給                                     |
| 有形文化財（絵画）     | 釈迦涅槃図                  | しゃかねはんず                                            | 1985年 2月15日  | 観明寺                                              |
| 有形文化財（彫刻）     | 石造庚申塔                  | せきぞうこうしんとう                                      | 1985年 2月15日  | 観明寺                                              |
| 有形文化財（彫刻）     | 欄間彫刻・置物              | らんまちょうこく・おきもの                                | 1985年 3月29日  | 中村家 / 一宮                                       |
| 史 跡                  | 一宮城址                    | いちのみやじょうし                                        | 1985年3月25日   | 一宮町 / 一宮3403-3                                 |
| 有形文化財（考古資料） | 一宮城 出土遺物             | いちのみやじょうしゅつどいぶつ                            | 2005年 2月8日   | 一宮町                                              |
| 有形文化財（絵画）     | 船頭給村土地利用図          | せんどうきゅうむらとちりようず                            | 1987年 3月25日  | 田中家 / 船頭給                                     |
| 天然記念物             | イヌマキの群生              | いぬまきのぐんせい                                        | 1987年 7月14日  | 玉前神社                                            |
| 有形文化財（彫刻）     | 観明寺水屋                  | かんみょうじみずや                                        | 1987年 7月14日  | 観明寺                                              |
| 有形文化財（古文書）   | 船頭給村宗門人別書上控帳    | せんどうきゅうむらしゅうもんにんべつかき あげひかえちょう | 1988年 12月23日 | 田中家 / 船頭給                                     |
| 有形文化財（歴史資料） | 岩沼高浜方塩浜置場帳写      | いわぬまたかはまかたしおはまおきばちょううつし            | 1988年 12月23日 | 田中家 / 船頭給                                     |
| 史 跡                  | 加納公紀徳の碑              | かのうこうきとくのひ                                      | 1990年 9月11日  | 一宮町 / 一宮3404                                   |
| 史 跡                  | 芭蕉の句碑                  | ばしょうのくひ                                            | 1992年 1月14日  | 玉前神社                                            |
| 有形文化財（絵画）     | 紙本著色俵薬師縁起絵        | しほんちゃくしょくたわらやくしえんぎえ                    | 1996年 4月10日  | 東福寺 / 一宮3686                                   |
| 有形文化財（古文書）   | 地曳網豊漁安全祈願 御名前帳 | じびきあみほうりょうあんぜんきがんおなまえちょう          | 1986年 12月12日 | 南宮神社 / 宮原3048                                 |
| 有形文化財（絵画）     | 北沢楽天の絵馬              | きたざわらくてんのえま                                    | 2003年 2月12日  | 南宮神社 / 宮原3048                                 |
| 有形文化財（彫刻）     | 十一面観音菩薩立像          | じゅういちめんかんのんぼさつりゅうぞう                    | 2004年 2月10日  | 観明寺                                              |
| 有形文化財（彫刻）     | 不動明王坐像                | ふどうみょうおうざぞう                                    | 2004年 2月10日  | 観明寺                                              |